# Alexander Bălănescu
Alexander Bălănescu (Bucarest, 11 giugno 1954) è un violinista rumeno, fondatore del Balanescu Quartet.

## Biografia
Figlio di Ion e Similica, già a nove anni si esibiva a suonare in pubblico. Nel 1969, a causa della dittatura di Ceaușescu, emigra con tutta la famiglia dalla Romania in Israele fino a quando, raggiunta l'età per il servizio militare, obbligatorio in Israele, si trasferisce in Gran Bretagna. Qui la sua carriera di musicista, fino ad allora di formazione classica, si incontra con le avanguardie inglesi e conclude poi i suoi studi alla prestigiosa Juillard School di New York con i docenti Dolly Korizer e Dorothy Delay.
Conosce Michael Nyman e incomincia nel 1976 a suonare nella Michael Nyman Band, dov'era primo violino e membro fondatore. Suona tra il 1983 e il 1986 nel Quartetto Arditti e diviene egli stesso nel tempo un grande rappresentante della musica contemporanea formando nel 1987 il quartetto di archi che porta il suo nome.
Si contraddistingue così come compositore e arrangiatore e ottimo esecutore. Compone una musica classica nuova che cerca di essere più accessibile e comunicativa ai tempi di oggi. Incominciando dal suo lavoro intitolato Luminitza, cerca di mescolare nella sua musica anche i suoni della musica folkloristica della sua terra, cosa che lo ha portato a collaborare con il gruppo ungherese dei Muzsikas e con la cantante Márta Sebestyén.
È un artista poliedrico ed eclettico, avendo collaborato con musicisti molto differenti tra loro come Carla Bley, Gavin Bryars, Jack DeJohnette, John Lurie, Andy Shepard e John Surman, ma anche con gruppi pop come i Pet Shop Boys, la Yellow Magic Orchestra o i To Rococo Rot.
Ha scritto anche musica per il cinema, tra cui le colonne sonore del film Il partigiano Johnny di Guido Chiesa e di Angeli e insetti di Philip Haas.